# Liste der Kulturdenkmäler in Alsenz
In der Liste der Kulturdenkmäler in Alsenz sind alle Kulturdenkmäler der rheinland-pfälzischen Ortsgemeinde Alsenz aufgeführt. Grundlage ist die Denkmalliste des Landes Rheinland-Pfalz (Stand: 27. November 2018).

## Denkmalzonen
| Bezeichnung                    | Lage                                                                               | Baujahr         | Beschreibung | Bild                           |
| ------------------------------ | ---------------------------------------------------------------------------------- | --------------- | --- | ------------------------------ |
| Denkmalzone Jüdischer Friedhof | Bergstraße, hinter Nr. 12 Lage                                                     | um 1700         | wohl um 1700 angelegt, 1905 erweitert; 121 Grabsteine von 1710 bis 1963 | weitere Bilder Fotos hochladen |
| Denkmalzone Ortskern           | Rathausplatz 3–7, 14, Brückenstraße 7–13 (ungerade Nummern), Marktplatz 1, 22 Lage | 16. Jahrhundert | Rathaus mit seit dem 16. Jahrhundert gewachsener Umgebung zwischen Alsenzbrücke und Marktplatz sowie einem Teil des Nordarms des Rathausplatzes, überwiegend aus dem 18. und 19. Jahrhundert | Fotos hochladen                |

## Einzeldenkmäler
| Bezeichnung                                     | Lage                                        | Baujahr                                | Beschreibung | Bild            |
| ----------------------------------------------- | ------------------------------------------- | -------------------------------------- | --- | --------------- |
| Nassau-weilburgisches Amtshaus                  | Amthof 1 Lage                               | 1785                                   | stattlicher spätbarocker Krüppelwalmdachbau, rückwärtig Laubengang, 1785; zwei Wirtschaftsgebäude, Bruchstein, erste Hälfte des 19. Jahrhunderts; ehemaliges nassau-weilburgisches Amtshaus, später bis 1970 Bürgermeisteramt; Geburtshaus des nationalsozialistischen Innenministers Wilhelm Frick (1877–1946) | Fotos hochladen |
| Nassau-weilburgisches Amtsgericht mit Gefängnis | Amthof 2 Lage                               | 1776                                   | spätbarocker Mansardwalmdachbau, bezeichnet 1776; Remise mit Krüppelwalmdach, teilweise Fachwerk; von 1801 bis 1859 Gendarmerie, dann Berufsschule, Volksschule und Lehrerwohnung | Fotos hochladen |
| Villa                                           | Bahnhofstraße 14 Lage                       | 1887                                   | anspruchsvolle Neurenaissance-Villa, kubischer Zeltdachbau, bezeichnet 1887 | Fotos hochladen |
| Portal                                          | Brückenstraße, an Nr. 13 Lage               | 1786                                   | Oberlichtportal, bezeichnet 1786, Türblatt, Mitte des 19. Jahrhunderts | Fotos hochladen |
| Wohnhaus                                        | Brühlstraße 1 Lage                          | 1901                                   | sandsteingegliederter Klinkerbau mit Mansardwalmdach, bezeichnet 1901; straßenbildprägend | Fotos hochladen |
| Wohnhaus                                        | Brühlstraße 7 Lage                          | 1856                                   | anspruchsvolles Wohnhaus, klassizierender Rundbogenstil, 1856 | Fotos hochladen |
| Wohnhaus                                        | Gartenstraße 1 Lage                         | um 1600                                | Wohnhaus, teilweise Fachwerk (verputzt), Renaissancemotive, um 1600 | Fotos hochladen |
| Villa                                           | Industriestraße 57 Lage                     | 1905                                   | anspruchsvolle Villa, eineinhalbgeschossiger Sandsteinquaderbau, 1905 | Fotos hochladen |
| Katholische Kirche St. Maria und St. Maximin    | Industriestraße 59 Lage                     | 1930/31                                | Saalbau mit Dachreiter über Laterne, 1930/31, Architekt Winfried Blum, Neustadt an der Weinstraße | Fotos hochladen |
| Synagoge                                        | Kirchberg 1 Lage                            | 1765                                   | ehemalige Synagoge; spätbarocker Walmdachbau, 1765, Architekt eventuell Johann Friedrich von Sckell; straßenbildprägend | Fotos hochladen |
| Wohnhaus                                        | Kirchberg 18 Lage                           | frühes 18. Jahrhundert                 | spätbarockes Wohnhaus, teilweise Fachwerk, frühes 18. Jahrhundert, im Kern eventuell älter; nach 1756 nassau-weilburgisches Forstamt | BW              |
| Tür                                             | Kirchberg, an Nr. 20 Lage                   | um 1830                                | Haustür, um 1830 | BW              |
| Protestantische Pfarrkirche                     | Kirchberg 42 Lage                           | zweite Hälfte des 15. Jahrhunderts     | spätgotischer Chor, zweite Hälfte des 15. Jahrhunderts, Westturm 1954, Architekt Hansgeorg Fiebiger, Kaiserslautern, Saalbau 1962–67, Architekt Fritz Waldherr, Dreisen; ortsbildprägend; Wappenschlussstein Johannes Ecke, um 1400, sechs Renaissance- und Barock-Epitaphien                                   | Fotos hochladen |
| Kriegerdenkmal und Ehrengräber                  | Kirchberg, bei Nr. 42 auf dem Friedhof Lage | 1897                                   | Friedhof 1833, 1870, 1892, 1931 und jüngst erweitert; Kriegerdenkmal 1870/71 von 1897; Ehrengräberfeld der Veteranen 1914/18 | Fotos hochladen |
| Pfälzisches Steinhauermuseum                    | Marktplatz 4 Lage                           | spätes 16. oder frühes 17. Jahrhundert | ehemaliges Wohnhaus, seit 1995 Museum; Renaissance-Fachwerkobergeschoss, Krüppelwalmdach, spätes 16. oder frühes 17. Jahrhundert; platzbildprägend | Fotos hochladen |
| Wohnhaus                                        | Marktplatz 20 Lage                          | 1752                                   | barockes Wohnhaus, teilweise Fachwerk (verputzt), bezeichnet 1752 und 1822 | Fotos hochladen |
| Wohnhaus                                        | Marktplatz 21 Lage                          | frühes 18. Jahrhundert                 | Fachwerkhaus, teilweise massiv, frühes 18. Jahrhundert; mit Ausstattung | Fotos hochladen |
| Wohnhaus                                        | Mühlstraße 9 Lage                           | spätes 16. Jahrhundert                 | Wohnhaus mit Torfahrt, wohl aus dem späten 16. Jahrhundert | Fotos hochladen |
| Wohnhaus                                        | Mühlstraße 19 Lage                          | 16. Jahrhundert                        | verputztes Wohnhaus, teilweise Fachwerk, wohl aus dem 16. Jahrhundert, rückwärtig bezeichnet 1810, Treppenturmreste | BW              |
| Wohnhaus                                        | Pitzstraße 21 Lage                          | erste Hälfte des 18. Jahrhunderts      | Giebelhaus, teilweise Fachwerk, erste Hälfte des 18. Jahrhunderts, Stallanbau mit Fachwerkspeicher, wohl vom Anfang des 19. Jahrhunderts | Fotos hochladen |
| Rathaus                                         | Rathausplatz 3 Lage                         | 1578                                   | repräsentativer Renaissancebau mit Laube, teilweise Fachwerk, bezeichnet 1578, Krüppelwalmdach mit barockem Dachreiter; platzbildprägend; Eichmaße von 1714 | Fotos hochladen |